# Lagynogaster claripennis
Lagynogaster claripennis är en tvåvingeart som beskrevs av Wei Ying Hsia 1949. Lagynogaster claripennis ingår i släktet Lagynogaster och familjen rovflugor. Inga underarter finns listade i Catalogue of Life.